# Metsuke
Els metsuke (目付) foren els censors o els inspectors del Japó Tokugawa. Tenien un rang dels oficials bakufu lleugerament més baix que els bugyō. Els metsuke eren els encarregats del deure especial de detectar i investigar possibles administracions fraudulentes, corrupció i desafecció arreu del Japó, particularment entre la població amb un estatus inferior al dàimio.